# ミツバツツジ
ミツバツツジ（三葉躑躅・三つ葉躑躅、学名: Rhododendron dilatatum）はツツジ科ツツジ属の落葉低木。また、近縁のミツバツツジ類の総称でもある。山地や丘陵に生える。ミツバツツジという名称は、個別の種と、ミツバツツジ類の総称を指す場合が紛らわしいので、種としてはホンミツバツツジ（学名: Rhododendron dilatatum subsp. dilatatum var. dilatatum）という和名への改称が提案されている。ミツバツツジ類には多くの種類があるが、枝先に3枚ずつ葉がつくことが共通の特徴である。

## 種としてのミツバツツジ（ホンミツバツツジ）
本州の関東地方、東海地方、近畿地方東部の太平洋側に分布し、主に山地や丘陵地のやせた尾根や岩場、里山の雑木林などに生育する。
落葉広葉樹の低木で、樹高1 - 3メートル (m)。樹皮は暗灰色で平滑である。小枝は褐色で輪生状に2 - 4本出る。葉は3枚輪生することから、名に由来になっている。若葉は腺毛があって粘るが、成葉では無毛となる。
花期は4 - 5月。葉よりも先にピンク色の花が開く。花冠は直径30 - 40ミリメートル (mm) の漏斗型で、深く5裂する。他のミツバツツジ類の多くは雄しべが10本なのに対し、本種は5本であることが大きな特徴で、雌しべは1個ある。山間でピンク色の花を咲かせるツツジ類のなかでは、アカヤシオに続いて2番目に咲く。秋には紅葉し、くすんだ橙色や濃い赤色が多い。枝の先に冬芽をつけ、多数の芽鱗に包まれている。花芽は長楕円形で葉芽よりも大きく、軟毛と腺点があり、やや粘つく。枝に側芽がつくが、発達しない。葉痕は半円形で、維管束痕が１個つく。果実には腺点がある。似ているトウゴクミツバツツジには花芽に腺点がない。
古くから庭木としても植えられるが、常緑性のツツジよりもやや日陰地のほうが向いている。盗掘の影響もあるせいか野生の個体数は決して多くない。

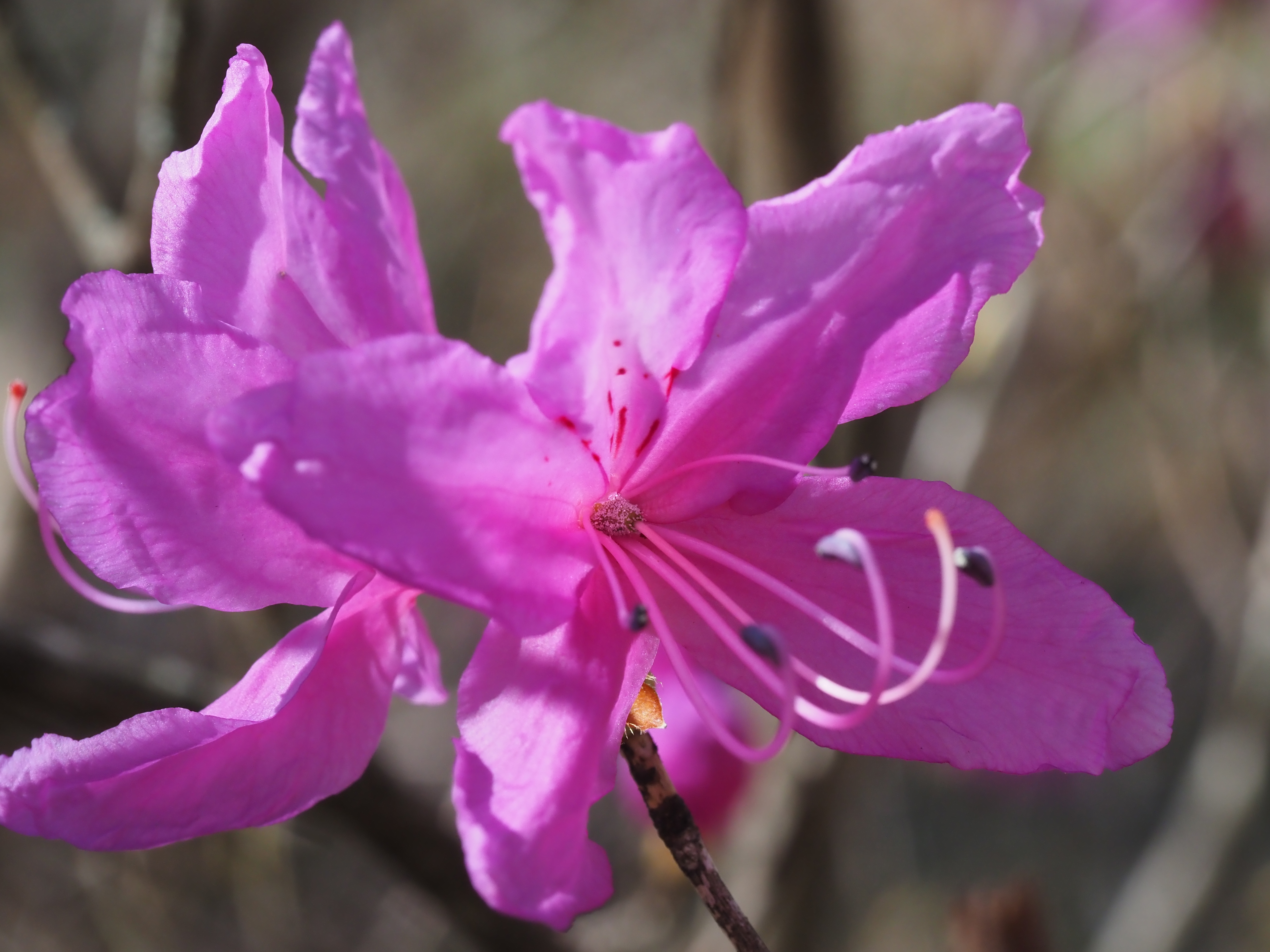
ミツバツツジ　Rhododendron dilatatum

ミツバツツジの変種には、トサノミツバツツジ、ハヤトミツバツツジ、ヒダカミツバツツジなどがある。変種も含めて、各花芽に2 - 3輪の花が咲き、葉の下部は内側に巻き込む。

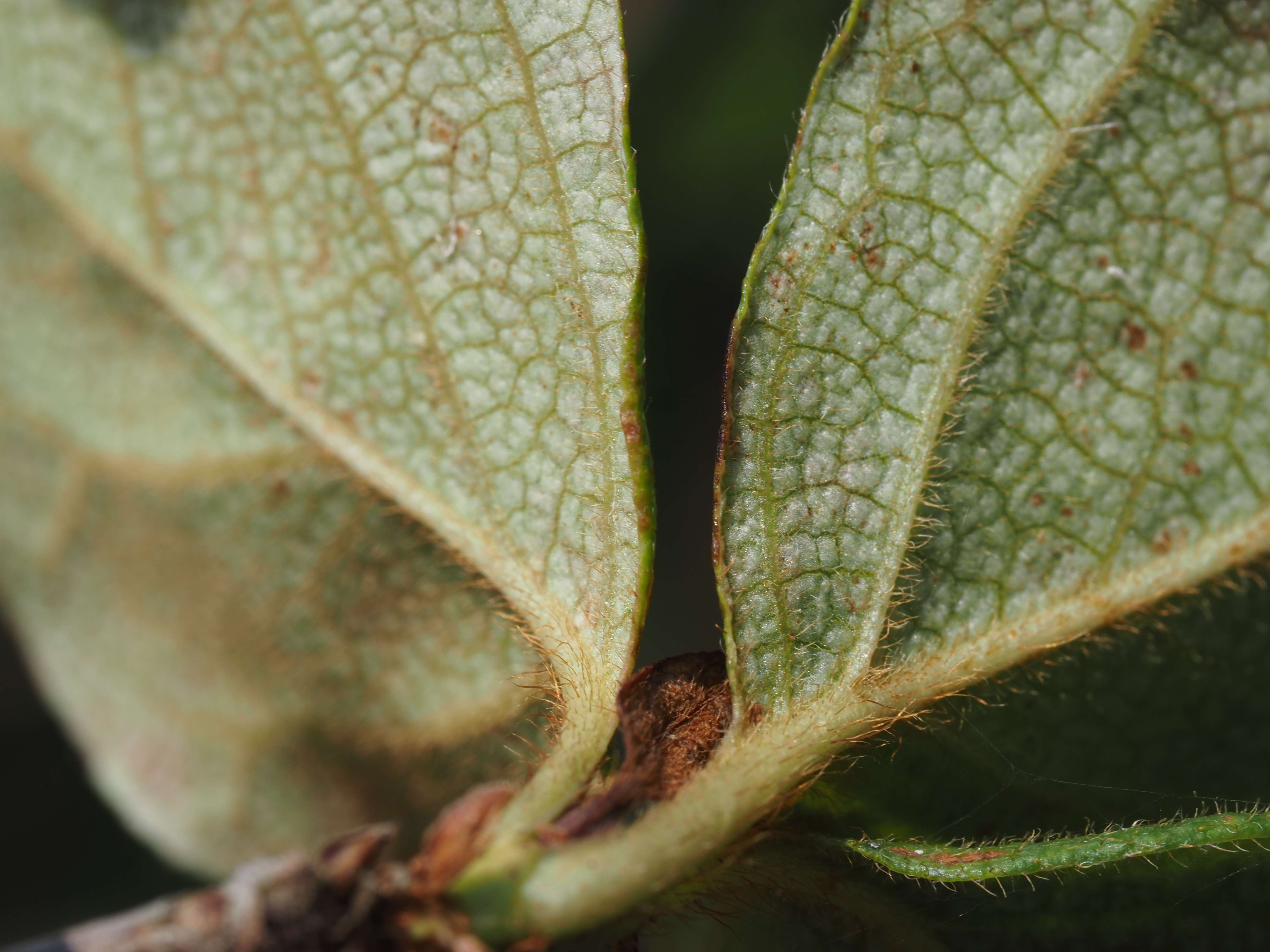
ミツバツツジ　Rhododendron dilatatum

## ミツバツツジ類(ミツバツツジ節)
ミツバツツジ類は、ミツバツツジ節とも呼び、3 - 5月頃に咲く紅紫色の花が美しい。花が終わってから葉が出てくる。枝先に3枚の葉がつくことからこの名がついた。
ミツバツツジ類は、類縁種や雑種が多く、分類が困難な種である。2018年の研究では、21種、プラス4亜種、プラス19変種と、さらに白花や八重咲きを含む品種が記載されている。品種を除いても、国内に44変種もの野生種が存在することになる。このうち、亜高木となり、常緑で薄紅色の花が咲くサクラツツジ、花や葉が大きく朱色の花が咲くオンツツジ、アマギツツジは、系統的に類縁でも、おおむね紅紫色の花が咲いて接尾後にミツバツツジという種名がつく一般的なミツバツツジ類とは区別されことが多い。日本に自生するその他のミツバツツジ類には、トウゴクミツバツツジやサイゴクミツバツツジ、コバノミツバツツジ、ダイセンミツバツツジ、ユキグニミツバツツジ、ツルギミツバツツジ、キヨスミミツバツツジ、ヒュウガミツバツツジ、オンツツジなどがある。
種数が少ない北海道、本州では、分布から種が比較的同定できるが、四国、九州では、下記出典などの専門の著書や論文を読みこなさないと、種の同定は困難である。

## ミツバツツジ類の植物園
多種のミツバツツジ類が展示されている植物園としては、新潟県立植物園、福井総合植物園プラントピア、国立科学博物館筑波実験植物園、国営武蔵丘陵森林公園、小石川植物園、岩本山公園、豊橋総合動植物公園、神戸市立森林植物園、高知県立牧野植物園がある。これらの植物園でも、樹名板が散逸したり、植樹に関わった担当者が退任して、樹種が判別できないことがある。

## 画像

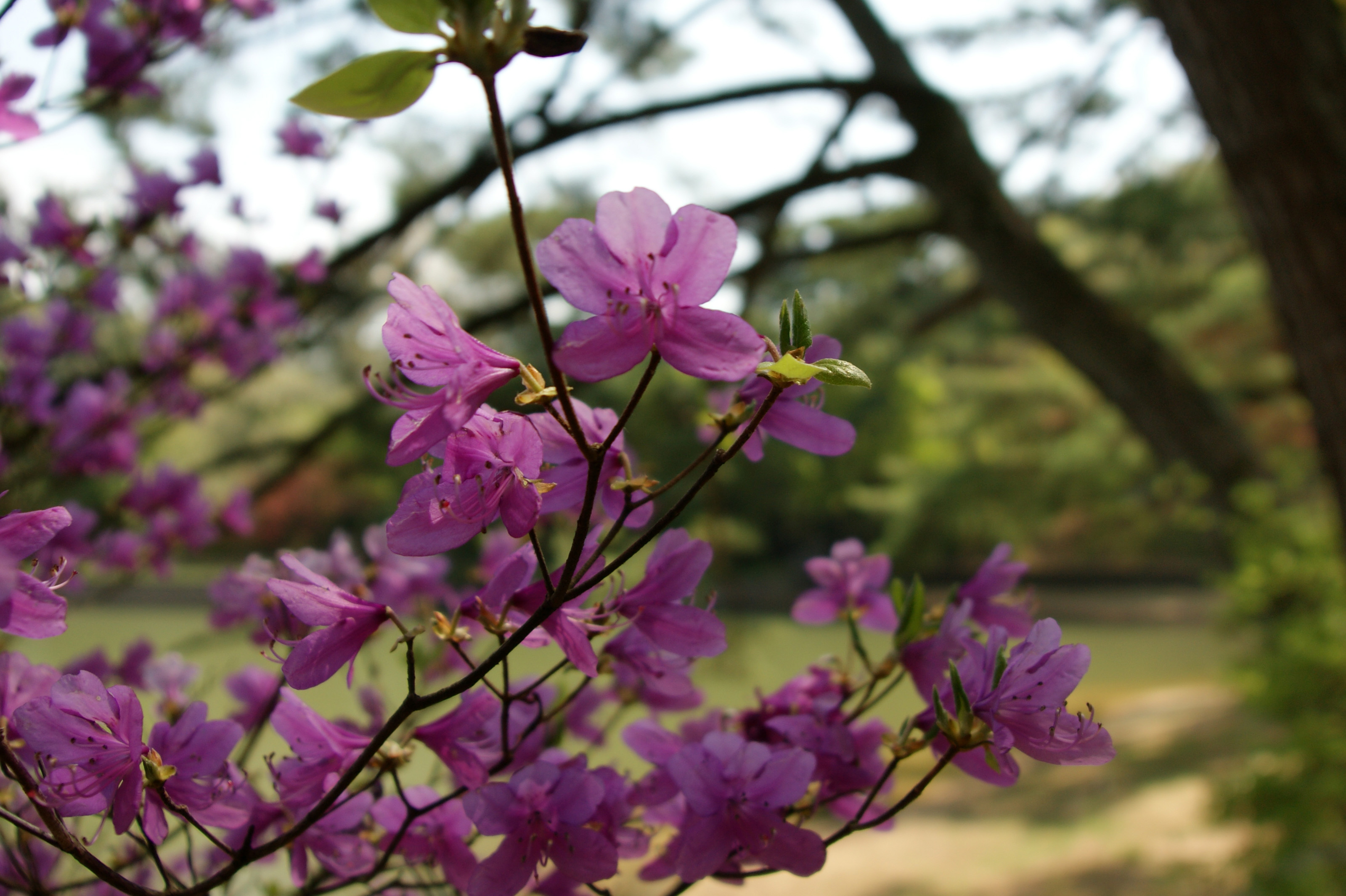
ミツバツツジ
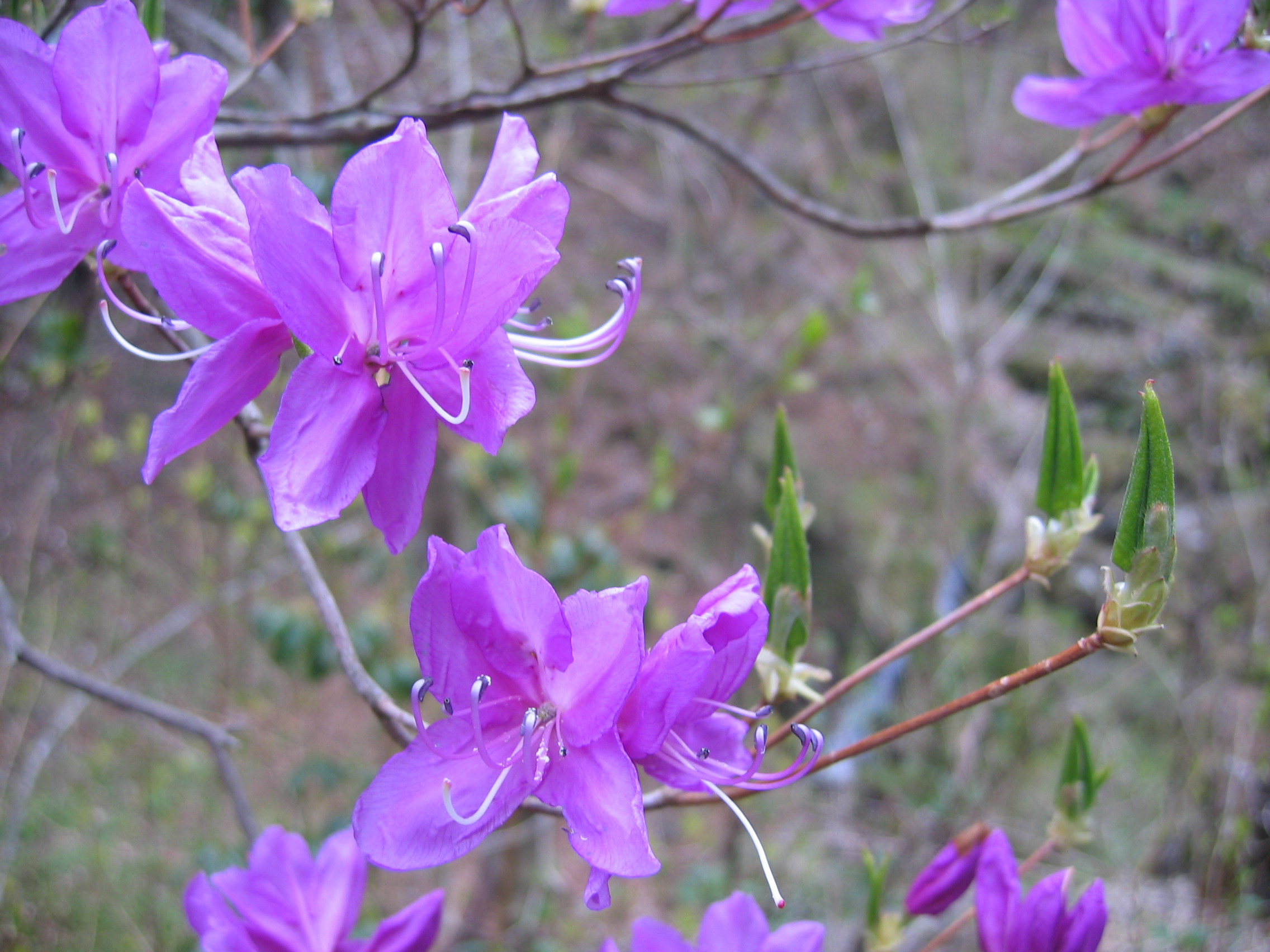
ミツバツツジ
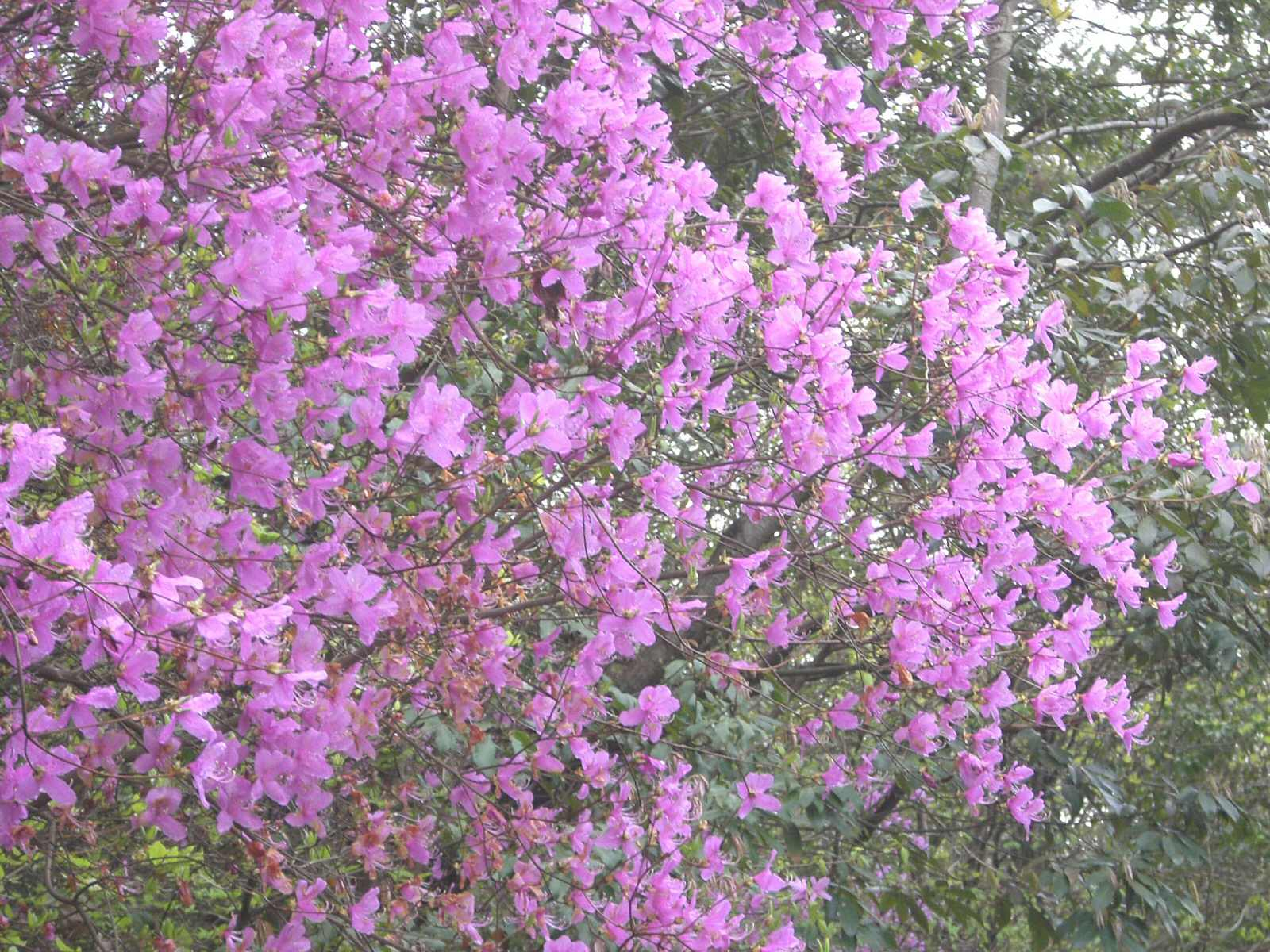
ミツバツツジ